# Мехнатобод (джамоат)
Джамоат посёлка Мехнатобод (тадж. Ҷамоати шаҳраки Меҳнатобод) — джамоат в Зафарабадском районе Согдийской области Республики Таджикистан.
Административный центр — пгт Мехнатобод.
Население — 13208 человек (2020 год; 13 002 в 2017 году).
В состав джамоата входят 3 села и 1 пгт:
| Населённый пункт | Прежние названия | Население, чел. (2017) |
| ---------------- | ---------------- | ---------------------- |
| Бахористон       |                  | 311                    |
| Джавони          |                  | 650                    |
| Мехнатобод       |                  | 11400                  |
| Сурхоб           |                  | 641                    |